# سيث بيركلي
سيث فرانكلين بيركلي (مواليد سنة 1956) (بالإنجليزية: Seth Franklin Berkley)‏ هو طبيب أمريكي متخصّص في علم الأوبئة. وهو الرئيس التنفيذي للتحالف العالمي لللقاحات والتحصين. وهو أيضًا مؤسس ورئيس المبادرة الدولية للقاح الإيدز (IAVI) والرئيس السابق لها.

## مسيرته
بعد التخرج من كلية (McBurney) بنيويورك في عام 1974، حصل على بكالوريوس العلوم من جامعة براون، وتلقى التدريب في الطب الباطني في جامعة هارفارد.
أثناء حديثه في مؤتمر تيد 2010، يشرح الدكتور بيركلي كيف أن تقنيات تصميم وإنتاج اللقاحات المبتكرة تقربنا من السيطرة على التهديدات الصحية العالمية مثل الإنفلونزا وفيروس نقص المناعة البشرية.